# Gerontha siamensis
Gerontha siamensis är en fjärilsart som beskrevs av Sigeru Moriuti 1989. Gerontha siamensis ingår i släktet Gerontha och familjen äkta malar.
Artens utbredningsområde är Thailand. Inga underarter finns listade i Catalogue of Life.